# Unterjeckenbach
Unterjeckenbach ist eine Ortsgemeinde im Landkreis Kusel in Rheinland-Pfalz. Sie gehört der Verbandsgemeinde Lauterecken-Wolfstein an.

## Geographie
Unterjeckenbach liegt am Jeckenbach in der Westpfalz zwischen dem Pfälzerwald und dem Hunsrück. 61,5 Prozent der Gemarkungsfläche sind bewaldet. Im Norden befindet sich Sien, im Osten Langweiler, im Südosten Homberg und direkt westlich liegt der Truppenübungsplatz Baumholder.

## Geschichte
Auf der Gemarkung wurden Steinbeile gefunden. Nach dem Dreißigjährigen Krieg war das Dorf wüst. Erst ab 1700 begann wieder die Besiedlung des Ortes.
1816 kam der Ort zum Fürstentum Lichtenberg, einer neugeschaffenen Exklave des Herzogtums Sachsen-Coburg-Saalfeld beziehungsweise ab 1826 des Herzogtums Sachsen-Coburg und Gotha. Mit diesem fiel er 1834 an Preußen, das aus diesem Gebiet den Landkreis Sankt Wendel schuf. Nach der Abtrennung des Hauptteils an das neugeschaffene Saargebiet entstand 1920 der Restkreis Sankt Wendel-Baumholder, zu dem der Ort bis 1937 gehörte, als er in den Landkreis Birkenfeld eingegliedert wurde. 1969 wurde er in den Landkreis Kusel umgegliedert.
Durch das rheinland-pfälzische „Landesgesetz über die Auflösung des Gutsbezirks Baumholder und seine kommunale Neugliederung“ vom 2. Nov. 1993 (GVBl. S. 518) wurde die bis dahin zum Landkreis Birkenfeld gehörende Gemarkung der ehemaligen Nachbargemeinde  Oberjeckenbach am 1. Januar 1994 in die Ortsgemeinde Unterjeckenbach umgegliedert.

## Politik

### Bürgermeister
Timo Theis wurde am 6. August 2019 Ortsbürgermeister von Unterjeckenbach. Da bei der Direktwahl am 26. Mai 2019 kein Bewerber angetreten war, erfolgte die anstehende Wahl des Bürgermeisters gemäß Gemeindeordnung durch den Rat. Dieser entschied sich für Timo Theis.
Er wurde im Juni 2024 wiedergewählt.
Karl Christian Michel hatte als Vorgänger von Theis das Amt 40 Jahre ausgeübt und war damit zu diesem Zeitpunkt der dienstälteste Bürgermeister in der Verbandsgemeinde Lauterecken-Wolfstein.

## Wirtschaft und Infrastruktur
Im Osten verläuft die Bundesstraße 270. In Lauterecken ist ein Bahnhof der Lautertalbahn.